# امینجلر (سیریک)
امینجلر (ترکی استانبولی: Eminceler) یک محله در ترکیه است که در ناحیهٔ سریک، آنتالیا واقع شده است. جمعیت این محله تا سال ۲۰۲۲ برابر با ۶۱۸ نفر بوده است.